# Кріс Пол
Крістофер Емануель Пол (англ. Christopher Emmanuel Paul; нар. 6 травня 1985, Вінстон-Сейлем, Північна Кароліна) — американський професійний баскетболіст. Зріст 183 см, позиція — розігруючий захисник. Виступає за клуб НБА "Сан-Антоніо Сперс". Входить до п'ятірки лідерів в історії НБА за кількістю передач та перехоплень за кар'єру.

## 2005-06
Вибраний командою «Нью-Орлеан Горнетс» на драфті 2005 під 4 номером. у сезоні 2005-06 став найкращим серед новачків НБА за очками, результативними передачами та перехопленнями і отримав звання новачка року. Також Пол отримував звання новачка місяця щомісяця впродовж усього сезону. В середньому за дебютний сезон у Пола 16.1 очок, 7.8 результативних передач та 5.1 підбирань за гру. Записав у свій актив перший в кар'єрі в НБА трипл-дабл 2 квітня 2006 (24 очка, 12 підбирань, 12 результативних передач).

## 2006-07
У сезоні 2006-07 взяв участь у грі новачків НБА. Встановив 2 рекорди цього змагання, набравши 17 результативних передач та 9 перехоплень. За сезон взяв участь лише у 64 іграх через травми.

## 2007-08
У сезоні 2007-08 посів друге місце у голосуванні за звання MVP. У цьому ж сезоні став найкращим в НБА за кількістю результативних передач та перехоплень. Був уперше в кар'єрі обраний учасником матчу всіх зірок НБА. Сезон завершив з дабл-даблом у середньому за гру. У кожній з 80 ігор регулярної першості, у яких взяв участь, записав на свій рахунок хоч 1 перехоплення.

## 2008-09
У сезоні 2008/09 повторив своє досягнення попереднього сезону, знову ставши найкращим в НБА за результативними передачами та перехопленнями. 17 грудня 2008 року встановив рекорд НБА — гра проти «Сан-Антоніо Сперс» стала сто шостою поспіль, в якій Пол записав на свій рахунок хоч 1 перехоплення. Зараз рекорд належить Полу і становить 108 ігор поспіль.

## Статистика кар'єри в НБА

### Регулярний сезон
| Сезон            | Команда               | GP  | GS  | MPG  | FG%  | 3P%  | FT%  | RPG | APG  | SPG | BPG | PPG  |
| ---------------- | --------------------- | --- | --- | ---- | ---- | ---- | ---- | --- | ---- | --- | --- | ---- |
| 2005–06          | Нью-Орлеан Горнетс    | 78  | 78  | 36.0 | .430 | .282 | .847 | 5.1 | 7.8  | 2.2 | .1  | 16.1 |
| 2006–07          | Нью-Орлеан Горнетс    | 64  | 64  | 36.8 | .437 | .350 | .818 | 4.4 | 8.9  | 1.8 | .0  | 17.3 |
| 2007–08          | Нью-Орлеан Горнетс    | 80  | 80  | 37.6 | .488 | .369 | .851 | 4.0 | 11.6 | 2.7 | .1  | 21.1 |
| 2008–09          | Нью-Орлеан Горнетс    | 78  | 78  | 38.5 | .503 | .364 | .868 | 5.5 | 11.0 | 2.8 | .1  | 22.8 |
| 2009–10          | Нью-Орлеан Горнетс    | 45  | 45  | 38.0 | .493 | .409 | .847 | 4.2 | 10.7 | 2.1 | .2  | 18.7 |
| 2010–11          | Нью-Орлеан Горнетс    | 80  | 80  | 36.0 | .463 | .388 | .878 | 4.1 | 9.8  | 2.4 | .1  | 15.8 |
| 2011–12          | Лос-Анджелес Кліпперс | 60  | 60  | 36.4 | .478 | .371 | .861 | 3.6 | 9.1  | 2.5 | .1  | 19.8 |
| 2012–13          | Лос-Анджелес Кліпперс | 70  | 70  | 33.4 | .481 | .328 | .885 | 3.7 | 9.7  | 2.4 | .1  | 16.9 |
| 2013–14          | Лос-Анджелес Кліпперс | 62  | 62  | 35.0 | .467 | .368 | .855 | 4.3 | 10.7 | 2.5 | .1  | 19.1 |
| 2014–15          | Лос-Анджелес Кліпперс | 82  | 82  | 34.8 | .485 | .398 | .900 | 4.6 | 10.2 | 1.9 | .2  | 19.1 |
| 2015–16          | Лос-Анджелес Кліпперс | 74  | 74  | 32.7 | .462 | .371 | .896 | 4.2 | 10.0 | 2.1 | .2  | 19.5 |
| Кар'єра          | Кар'єра               | 773 | 773 | 35.9 | .473 | .365 | .864 | 4.4 | 9.9  | 2.3 | .1  | 18.8 |
| Матчі всіх зірок | Матчі всіх зірок      | 8   | 4   | 26.7 | .519 | .455 | .857 | 4.1 | 13.2 | 2.8 | .0  | 13.1 |

### Плей-оф
| Сезон   | Команда               | GP | GS | MPG  | FG%  | 3P%  | FT%   | RPG | APG  | SPG | BPG | PPG  |
| ------- | --------------------- | -- | -- | ---- | ---- | ---- | ----- | --- | ---- | --- | --- | ---- |
| 2008    | Нью-Орлеан Горнетс    | 12 | 12 | 40.5 | .502 | .238 | .785  | 4.9 | 11.3 | 2.3 | .2  | 24.1 |
| 2009    | Нью-Орлеан Горнетс    | 5  | 5  | 40.2 | .411 | .313 | .857  | 4.4 | 10.4 | 1.6 | .0  | 16.6 |
| 2011    | Нью-Орлеан Горнетс    | 6  | 6  | 41.5 | .545 | .474 | .796  | 6.7 | 11.5 | 1.8 | .0  | 22.0 |
| 2012    | Лос-Анджелес Кліпперс | 11 | 11 | 38.5 | .427 | .333 | .872  | 5.1 | 7.9  | 2.7 | .1  | 17.6 |
| 2013    | Лос-Анджелес Кліпперс | 6  | 6  | 37.3 | .533 | .316 | .892  | 4.0 | 6.3  | 1.8 | .0  | 22.8 |
| 2014    | Лос-Анджелес Кліпперс | 13 | 13 | 36.3 | .467 | .457 | .774  | 4.2 | 10.4 | 2.8 | .0  | 19.8 |
| 2015    | Лос-Анджелес Кліпперс | 12 | 12 | 37.1 | .503 | .415 | .941  | 4.4 | 8.8  | 1.8 | .3  | 22.1 |
| 2016    | Лос-Анджелес Кліпперс | 4  | 4  | 31.3 | .487 | .300 | 1.000 | 4.0 | 7.3  | 2.3 | .0  | 23.8 |
| Кар'єра | Кар'єра               | 69 | 69 | 38.1 | .483 | .383 | .844  | 4.7 | 9.4  | 2.3 | .1  | 21.0 |

## Національна збірна
У складі національної збірної США Пол є чемпіоном Олімпійських ігор 2008 та брозовим призером чемпіонату світу 2006. Вперше зіграв за збірну 4 серпня 2006 року.